# Cuauhtémoc (Veracruz)
Ciudad Cuauhtémoc es una ciudad mexicana ubicada en la región de la Huasteca Alta del estado de Veracruz de Ignacio de la Llave. Sirve como la cabecera municipal del municipio de Pueblo Viejo.
El nombre se debe a Cuauhtémoc (ca. 1502 - 1525), último tlatoani de los Aztecas.

## Demografía
En el censo del INEGI 2005, en Ciudad Cuauhtémoc se reportó una población total de 8,950.

## Historia
La localidad fue fundada años después de la Conquista de México, en el 16º año del centenario por Fray Andrés de Olmos. Se elevó a la categoría de ciudad el 20 de agosto de 1980.